# Climate Pledge Arena
Climate Pledge Arena, tidigare Washington State Pavilion, Washington State Coliseum, Seattle Center Coliseum och Keyarena at Seattle Center, är en inomhusarena i den amerikanska staden Seattle i delstaten Washington. Arenan började byggas den 12 maj 1960 och öppnades den 21 april 1962 till en kostnad på $7 miljoner (2017 års dollarvärde: $58 miljoner). Den har renoverats två gånger 1964 och 1994–1995, den kommer dock renoveras igen mellan 2018 och 2020 för $700 miljoner efter att det blev klart att Seattle kommer att få ett ishockeylag i den nordamerikanska professionella ishockeyligan National Hockey League (NHL) 2021. Den 25 juni 2020 blev det offentligt att teknikkonglomeratet Amazon hade köpt namnrättigheterna till inomhusarenan. De beslutade att nya namnet på arenan skulle vara Climate Pledge Arena, för att uppmärksamma miljösatsningen The Climate Pledge som vill få företag att vara fria från utsläpp av koldioxid senast 2040.
Den nuvarande hyresgästen är Seattle Storm som spelar i Women's National Basketball Association (WNBA). Tidigare har bland annat Seattle Supersonics (NBA) och Seattle Thunderbirds (WHL) har haft arenan som sin hemmaarena.

## Galleri

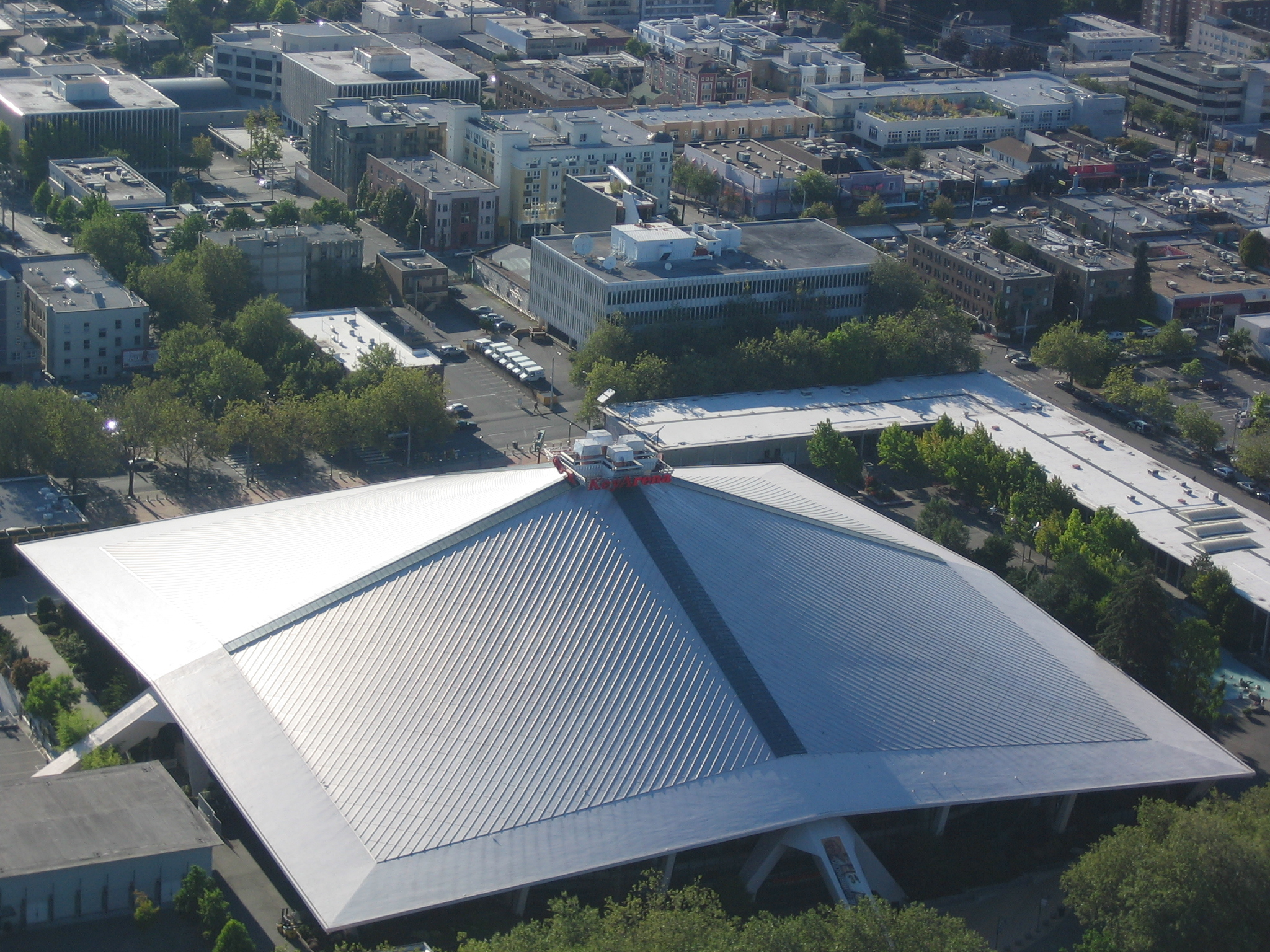
Taket för Keyarena, 2005.
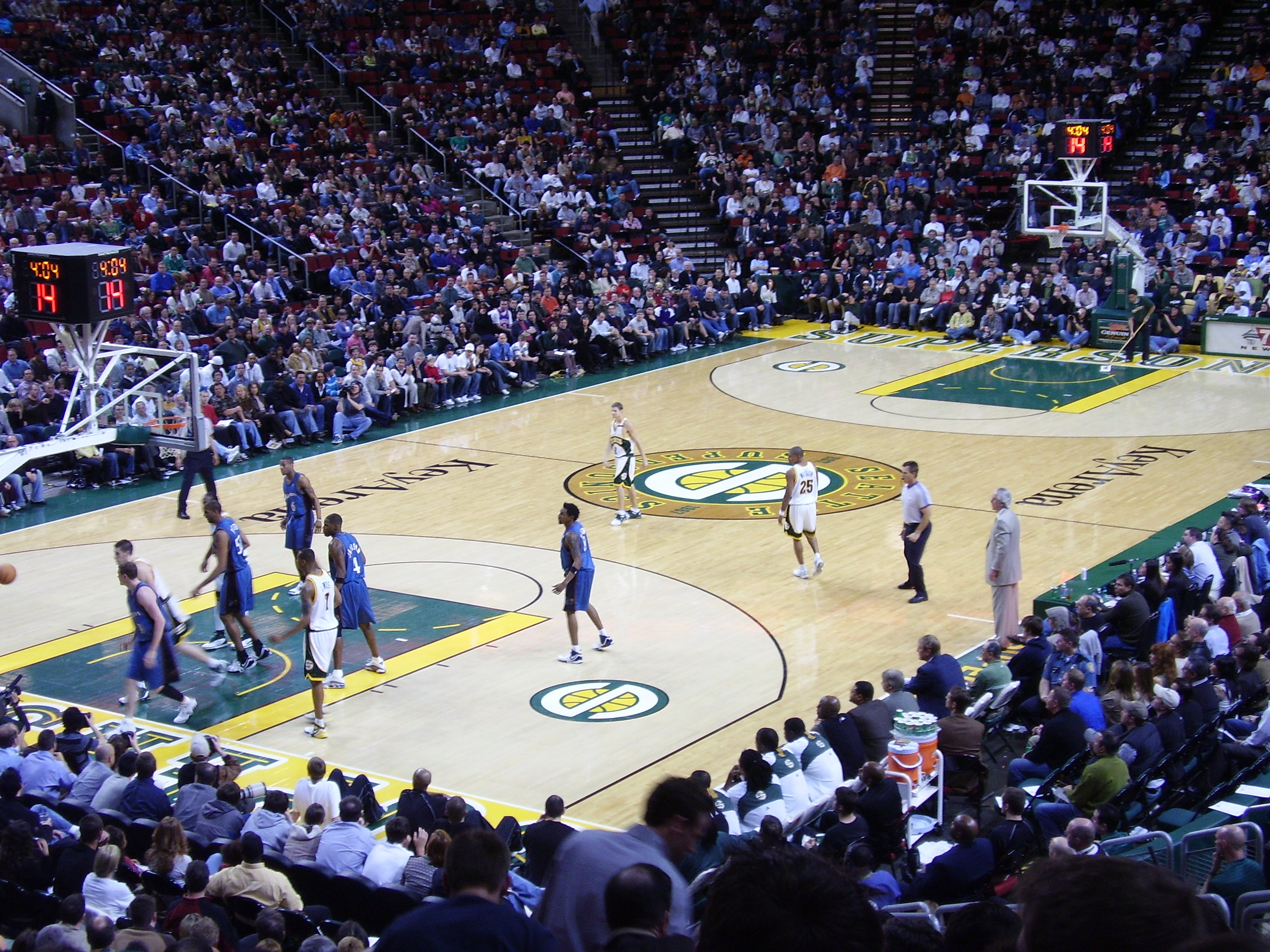
Seattle Supersonics mot Washington Wizards, 2007.
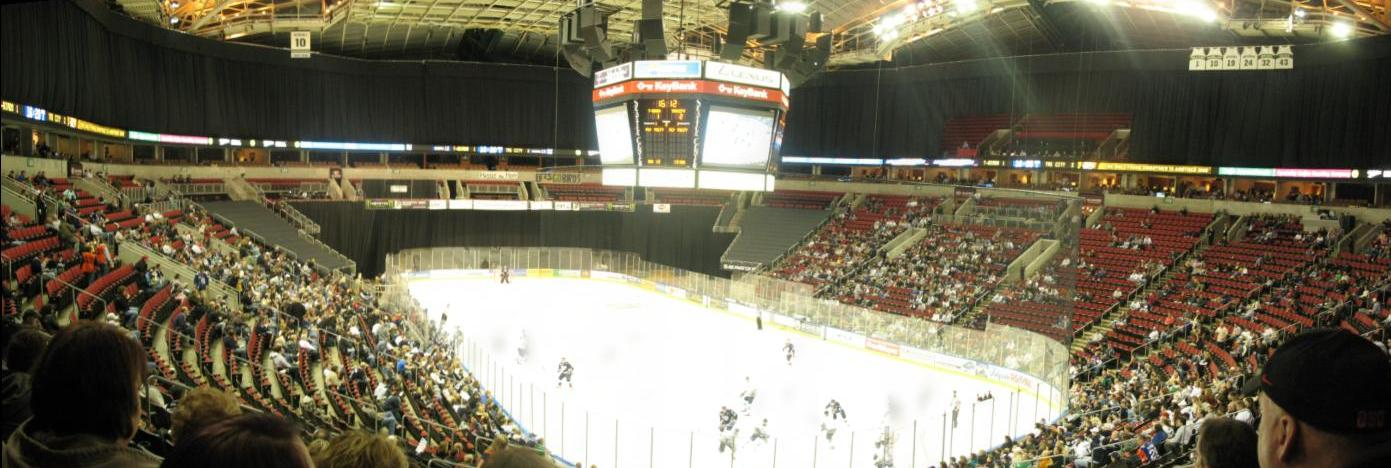
Exteriören av arenan med uppförd ishockeyrink, 2012.